# 朝鲜民主主义人民共和国政治宣传

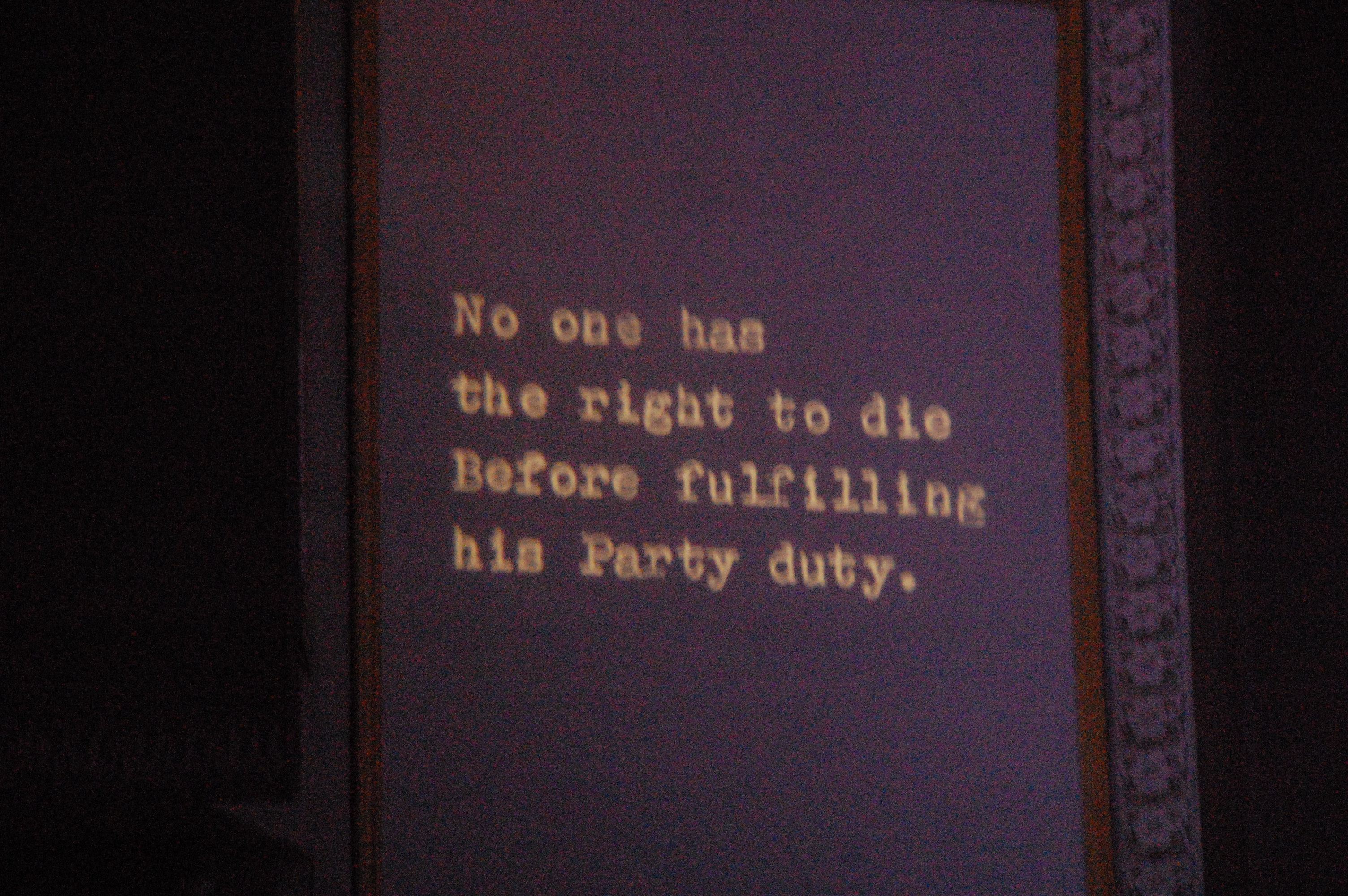
朝鲜革命歌剧的英譯版台詞，翻譯成中文爲：所有人對我們偉大的黨都要做到「鞠躬盡瘁，死而後已」

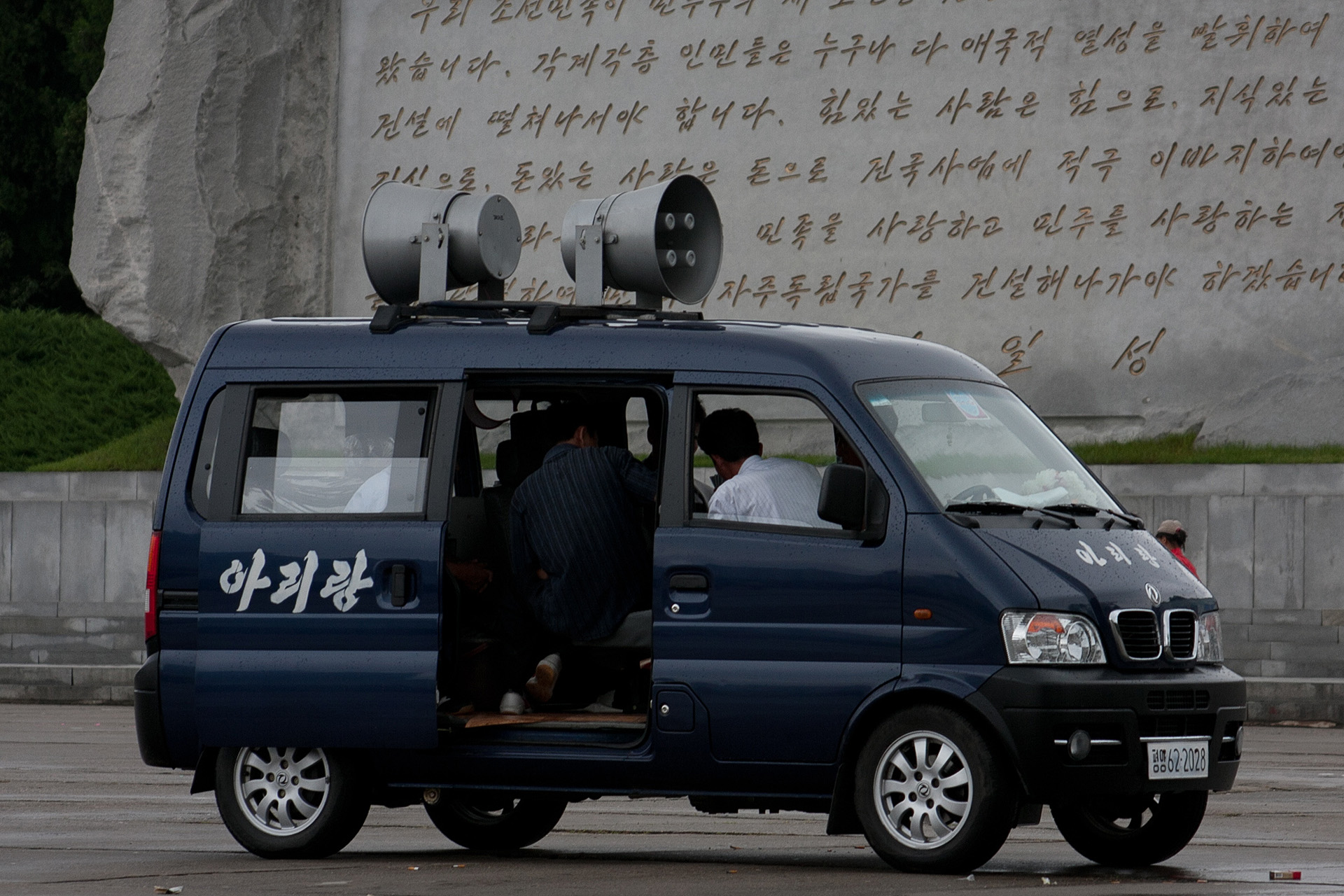
北韓平壤市街頭的政治宣傳車輛

朝鮮民主主義人民共和國政治宣傳是朝鮮勞動黨爲維護自身政權穩定而執行的衆多行動之一，且朝鮮民主主義人民共和國政府爲此通過製作各種標語、橫幅、電影等方式進行政治宣傳，廣泛使用在北韓境內的方方面面，並由朝鲜劳动党中央委员会宣传鼓动部負責政治宣傳的方式。在這些政治宣傳當中有數量可觀的部分是基于朝鲜劳动党的思想體系和理論基礎主体思想以及對朝鮮勞動黨本身的政治宣传。北韓政府爲確保持續高效地進行政治宣傳，在《朝鮮民主主義人民共和國社會主義憲法》第三条當中訂下规定：「朝鮮民主主義人民共和國把偉大的金日成金正日主義作爲國家建設和活動的唯一指導方針。」並在第十一條當中亦寫道：「朝鮮民主主義人民共和國在朝鮮勞動黨的領導下進行一切活動。」
從民衆的視角來看，北韓的政治宣傳當中最顯著的一點即爲北韓政府強制要求北韓民衆在公共場所懸掛太陽像。而放眼北韓全境，太陽像隨處可見。

## 主要内容

### 个人崇拜

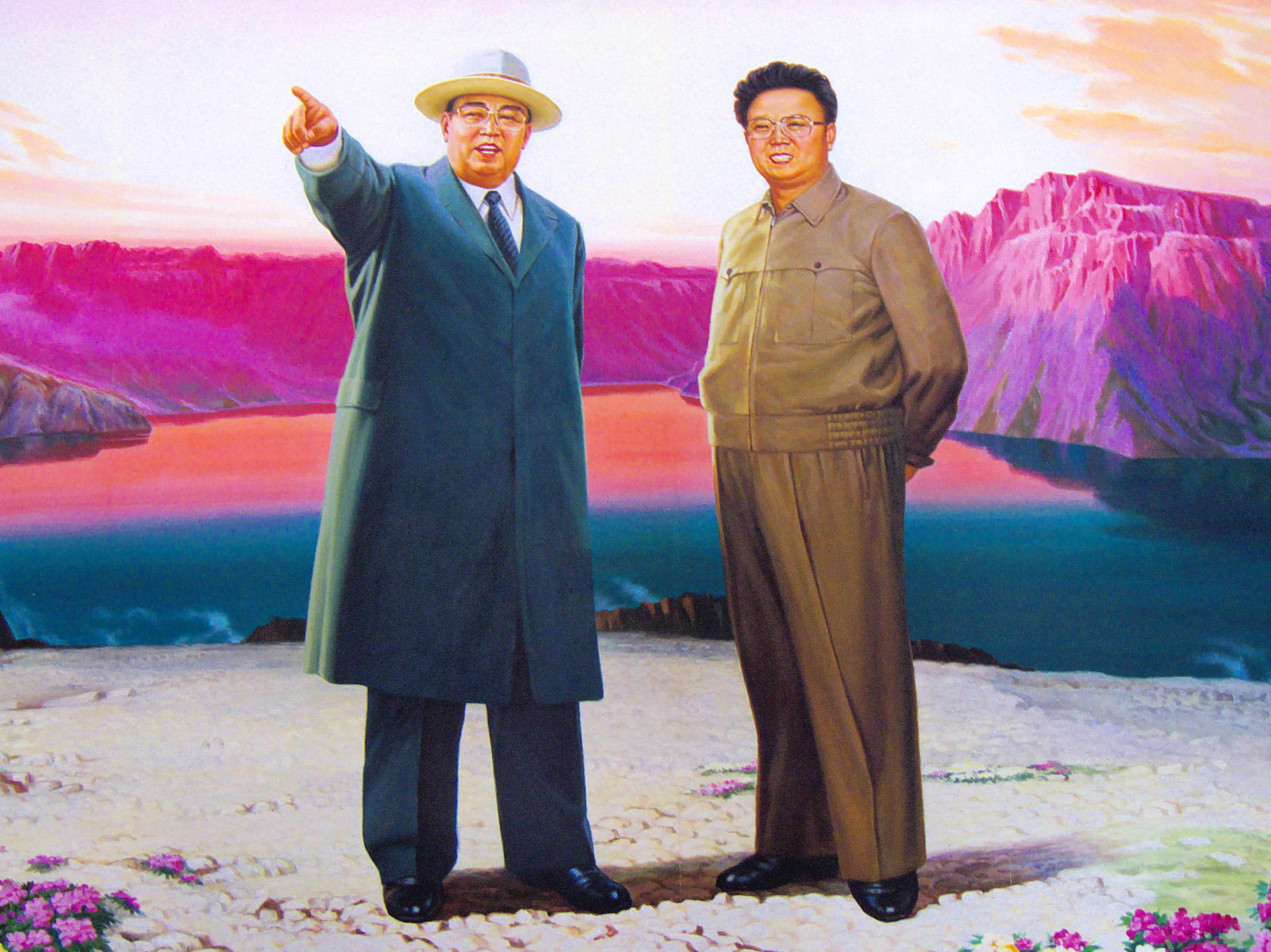
金日成、金正日在长白山（白头山）

朝鲜的政治宣传爲促进、发展對於在北韓境內營造以朝鲜締造者金日成为核心的个人崇拜氛圍而言至關重要。蘇聯曾經以「韓國獨立運動的戰士」這一名號，來爲金日成樹立個人崇拜，據稱其效果甚至超越蘇聯先前在东欧營造的其他個人崇拜形象。而在苏日战争期间，蘇聯声称他在白頭山密營打游击战，但當時金日成卻身處蘇聯境內。
蘇聯與北韓關係中斷之後，蘇聯为金日成建立的個人崇拜身份隨即停止，直到有傳言稱金日成已在朝鲜建立朝鮮勞動黨。即便金日成在韩战期间甚少在前綫出现，但卻有很多作戰士兵乃至將領聲稱在韓戰前綫聽取到金日成的指導。北韓政府隨後即向民众散布金日成“蒞臨指導”的事跡，而有數量可觀的事跡在事后被证实为杜撰。
在金正日執政時期，北韓的政治宣傳進一步發展，20世纪90年代的朝鲜饥荒在北韓媒體當中仅被称为“粮食短缺”。爲維護政權穩定，北韓媒體隨即編造出「最高領導人金正日與北韓庶民食同樣簡單的薯仔食物」的故事。（p. 94）
2011年12月金正日去世后，“年轻将军”金正恩继承了朝鲜最高领袖职位，北韓政府隨即對金正恩進行政治宣傳以及樹立個人崇拜形象。

### 外交

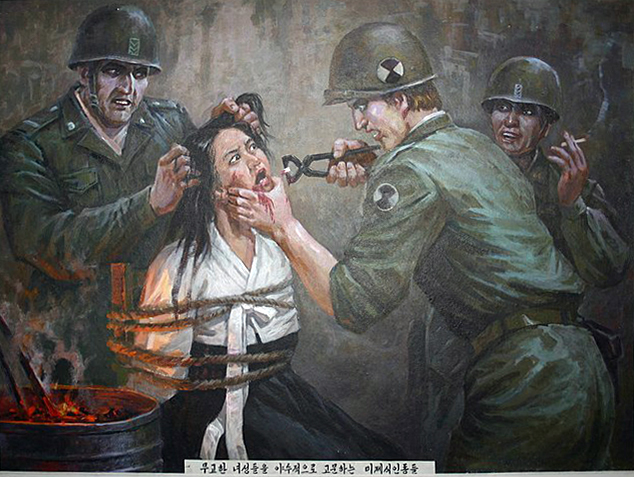
信川博物館墙壁上描绘美军在韓戰期间所实施之暴行的绘画

在北韓政府成立的1940年代期間，北韓政府所作的政治宣传會展現出友好的朝苏关系，这些政治宣传经常将蘇聯描绘成朝鲜的母亲。而當北韓與蘇聯的關係惡化之後，北韓官方原先褒揚蘇聯的政治宣傳隨即停止並對其展開記錄抹煞進程。當北韓媒體在得知蘇聯解體之後，亦使用輕蔑的口吻報導與敘述此事。對於這些在蘇聯解體時由北韓媒體報導，且對蘇聯解體所持態度輕蔑的資料，北韓政府亦會禁止俄羅斯方面存取此類資料，以降低對朝俄關係的負面影響。
美国人遭到朝鲜当局的丑化，北韓官方講美國人描述為一支「邪惡民族」，而與美國人僅存的交流手段便是敵對。北韓將韓戰描述爲美帝暴行之始，并将轰炸称为“大屠杀”。每年的韓戰爆發日即6月25號，北韓民间普遍认为是“反美帝国主义斗争月”的开始，美国媒体非正式地将此月称作“仇美月”，北韓民眾會在「仇美月」期間在平壤金日成广场举行反美群众集会。北韓政府亦會將朝鮮停戰協定的簽署日期即7月27號併稱爲「反美共同鬥爭月」。據美联社報道，在2018年朝美首脑会晤之後这些集会的舉辦被中止，美聯社将其称之为“2018年朝美首脑会晤后的另一缓和迹象”。然而在時隔5年之後，北韓於2022年6月25號復辦「反美群衆集會」。北韓政府號召北韓民衆舉辦反美集會的力度逐年遞增，同時也會在反美群衆集會發起之時在朝鮮中央通訊社上刊登從韓戰傷亡人數到對制裁，乃至美國與南韓進行的聯合軍演，逐個羅列美國於70多年來作出的「傷害朝鮮行爲」，顯示美國的罄竹難書。
日本经常被朝鲜描述为“贪婪和危险的国家”，無論是在日治时期時期還是之后。朝鲜政府經常通過政治宣傳來告知民众警惕日本再度军国主义化的风险。与此同时，北韓進行反日宣传强度也随着日朝关系的变化而有所調整。在朝日的关系好于韩日关系时，朝鲜進行的政治宣传會選擇性將独岛主权争议忽略，但当朝鲜政府感受到日韩和解的威胁，或寻求兩韓合作对抗日本政府時，朝鲜媒体會將獨島主權爭議的問題抛出，旨在对日韩关系之間制造摩擦。
友好国家基本被朝鲜描述为“朝貢國”。英国记者克里斯托弗·希欽斯在文章《A Nation of Racist Dwarfs》中指出，北韓的政治宣传具有强烈的种族主义与民族主义情感：
| “ | 从朝鲜主要盟友和保护者——中華人民共和國怀孕返回的朝鲜妇女們被強迫堕胎。墙上的海报和横幅将日本人描绘成野蛮人，這樣醜化日本的方式與将美国人丑化为鷹嘴鼻怪物的方式有異曲同工之妙。 | ” |

### 對韩国的態度

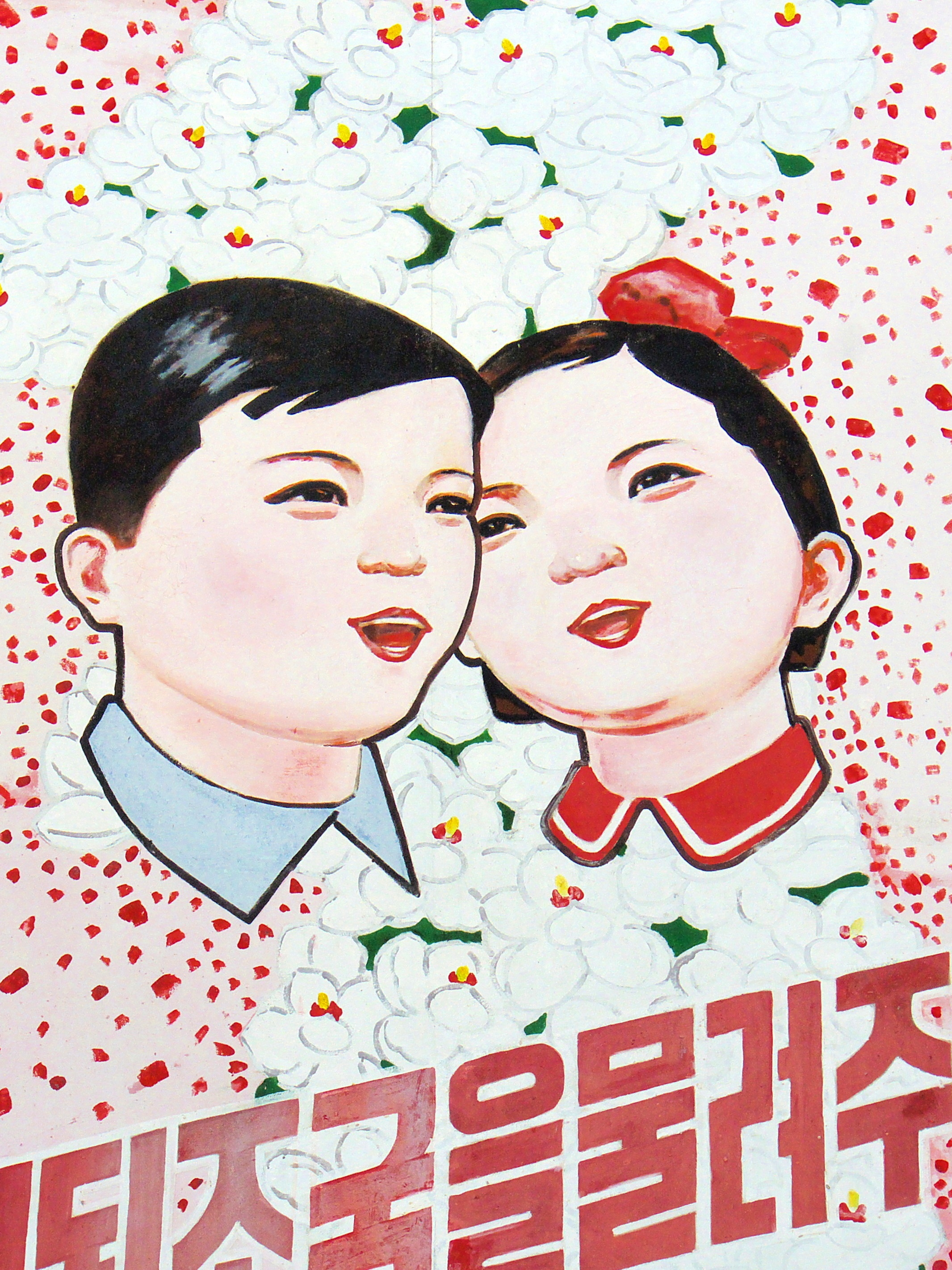
朝鲜在宣佈放棄統一之前於非军事区张贴的朝鮮半島統一宣传海报，图中写有“让我们把一个统一的国家传给下一代！”字样

在北韓宣佈放棄統一之前，大韩民国不僅在朝鲜政治宣传中被稱爲南朝鮮，而且北韓將其描繪爲“被一群受美国扶持的独裁者统治的贫穷之地”，北韓媒體亦声称“驻扎在那里的美军會隨意枪杀朝鲜妇女和儿童”。起初這樣的政治宣傳起到的效果可觀，但自從20世纪90年代以來隨著通訊的日趨發達，大量資訊從北韓境外流入境內，此时的北韓政府已經无法阻止北韓民衆通過各種渠道了解到韩国的经济、生活水平和生活质量已經大幅提升，政治環境和公民自由得到明显改善，因此朝鲜在政治宣传中也不得不承认这一事实。雖說如此，然而北韓政府仍然认为：大量境外資訊的流入并没有阻止韩国民衆對回歸祖国朝鮮的渴望和对同胞的“种族净化”。
而在北韓宣佈放棄統一之後，北韓政府則對民衆強化「大韓民國是美國傀儡」的觀念。同時，北韓政府會重要節日之際，如韓戰爆發紀念日向南韓放話，亦聲稱如果南韓主動挑起第二次韓戰，則會受到北韓不留情面的懲戒。
根據每日北韓的報導，北韓政府在進行災後重建工作時亦不會忘記對南韓進行負面宣傳。譬如在2024年9月重建因2024年7月水災受損的工程時，北韓政府透過宣傳煽動部告誡北韓民衆「切勿相信南韓傀儡散播的不純宣傳物品」。在靠近南韓的新義州和義州郡地帶，北韓政府聲稱「傀儡南韓當局樂見朝鮮氣數已盡姿態因此前來邊境對岸拍攝影片，經由傀儡南韓散播關於重建的報導均爲污衊朝鮮的不實資訊」，並向新義州和義州郡的北韓民衆們強調南韓意圖趁虛而入，從內部瓦解北韓的災後重建熱忱。金正恩甚至於親自動身前往災區進行演說，貶低南韓報導北韓水災的信度。歸根結底是北韓接壤南韓的邊境地帶相較於北韓的其他地區，更能直接收取到來自南韓的資訊與報導，北韓政府擔心在進行災後重建工作時北韓民心動搖，故選擇散播對南韓的負面宣傳，提高北韓民衆對南韓的戒備之心。
北韓在撻伐南韓進行對北政治宣傳的行爲時會將南韓稱爲「韓國敗類」，並稱對北的政治宣傳物品爲「反朝政治黑色宣傳品」。亦曾將南韓的政治宣傳行爲上綱上綫至貶低國格與踐踏尊嚴層級的高度，譬如北韓於2024年10月11號指控南韓透過遙感無人機飛入北韓領空投放政治宣傳單張事件。北韓外務省甚至於放話稱若南韓膽敢再度逾越紅綫挑釁北韓，將會對南韓嚴懲不貸。朝鮮中央通訊社刊發的圖片亦顯現，在朝鮮勞動黨中央委員會大樓上空有拍攝到北韓宣稱的南韓無人機正在進行投放政治宣傳單張的行爲。

### 种族骄傲
朝鲜政治宣传经常自称朝鲜民族是“最纯洁的民族”，并宣称这与自然美景有着神秘的联系。此種象徵多以白色進行表示，例如在一幅「祖國解放戰爭」，即韓戰的畫中描繪女性游擊隊員正在清洗和懸掛白色襯衫，即便白色會因爲過於顯眼而被敵人發現進而招致攻擊。
与斯大林主义宣传中描绘的“人们锻炼自己、在智力上做好准备、成长并等待建立共产主义时机”的描述相反，在朝鲜文学中描繪的角色均先天具有自发的美德，以及對知性主義的反對。毋須外界介入，他们會自然而然地做著正确的事情。
因此，北韓文學當中的故事通常只設定具有轻度问题的故事角色。並且由于他们与生俱来的纯洁性，因而改造他们易如反掌。这樣的設定致使一些問題的發生，譬如故事敘述平淡和情節缺乏轉折，因此有數量可觀的故事味同嚼蠟。
對於南方的韩国，北韓稱之爲「南朝鲜」的區域，北韓当局將其贬为“危機重重和種族受到嚴重污染之地”。

### 對軍隊的重視

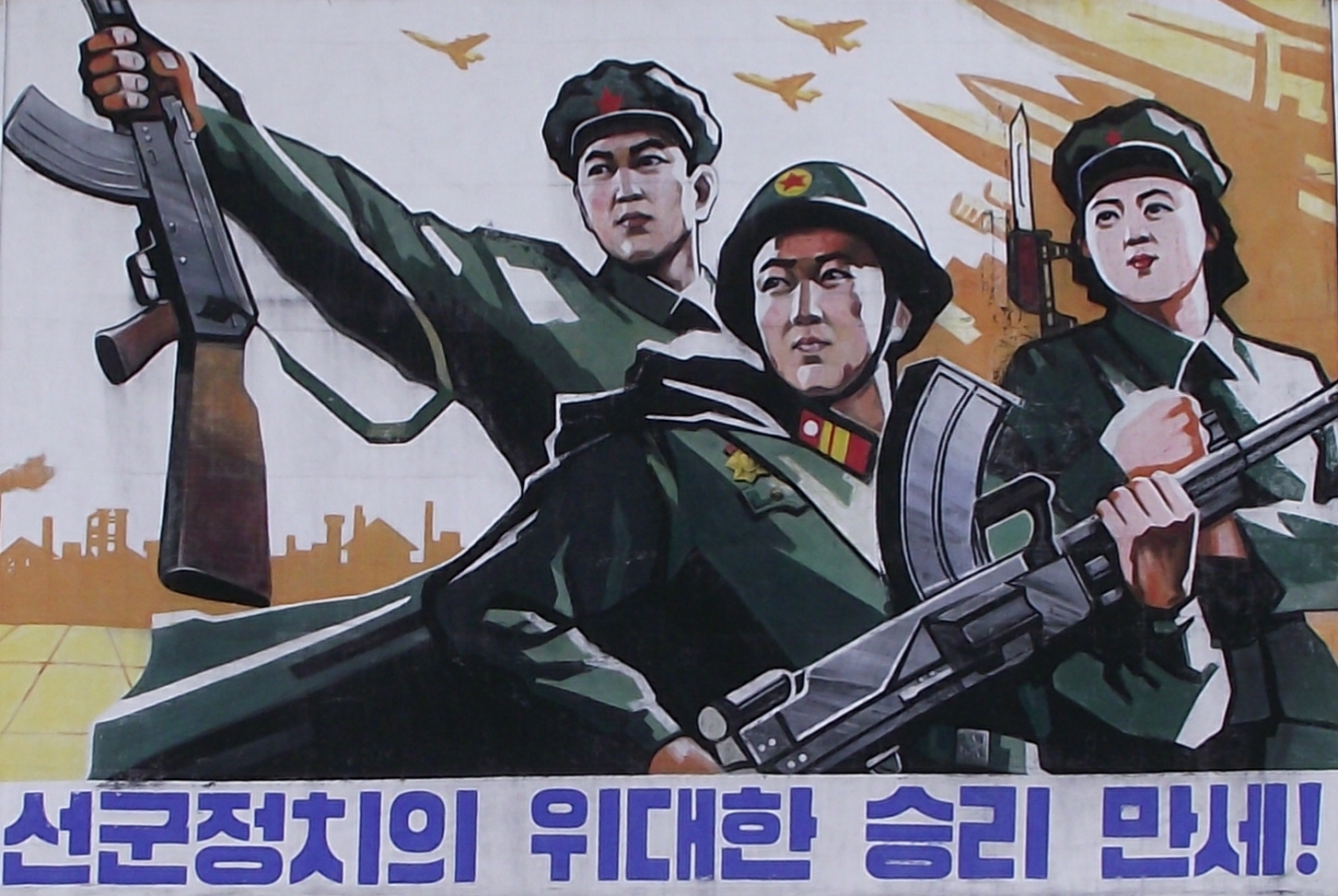
宣傳先军政治理念的宣传壁画

在金正日執政時期，北韓政府對朝鮮人民軍的重視程度提高到空前的水平，且所有北韓民衆必須深刻貫徹以及堅守這一理念。因此，北韓也轉變此前施行的经济改革和外交政策。即便北韓民衆經常性地違背上級下發的命令，北韓政府還是堅稱這種軍旅生活是北韓全體民衆的選擇。然而，先軍政治的施行未能实现日朝关系的正常化。同时，北韓與俄羅斯之間的往來仍未破冰。中國政府也因爲北韓的軍國主義化而直接向北韓政府施加压力，致使雙方之间的长期关系發生變化。 

### 对國家的貢獻
在北韓境內，故事當中的浪漫成分幾乎均以「模範公民特質」作爲先決條件。譬如女性僅有美貌對男性沒有吸引力，然而一旦女性自願在薯仔農場勞動爲國家做貢獻，即便她未具有出衆的美貌，追求她的男性也會紛至沓來。

### 对社会的操纵

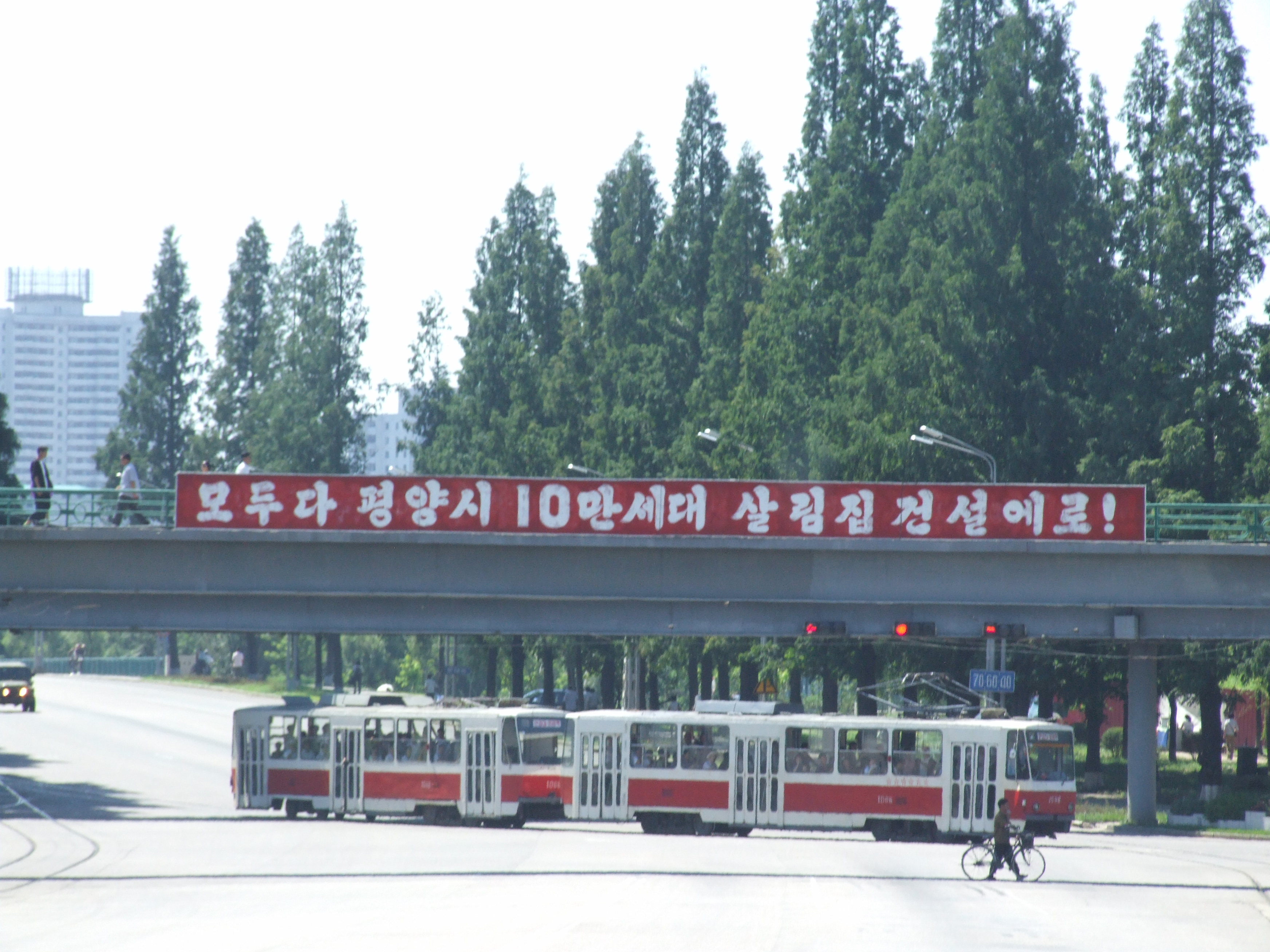
位於平壤市寫有「全民前往平壤市，建設十萬戶住宅！」的政治宣傳標語

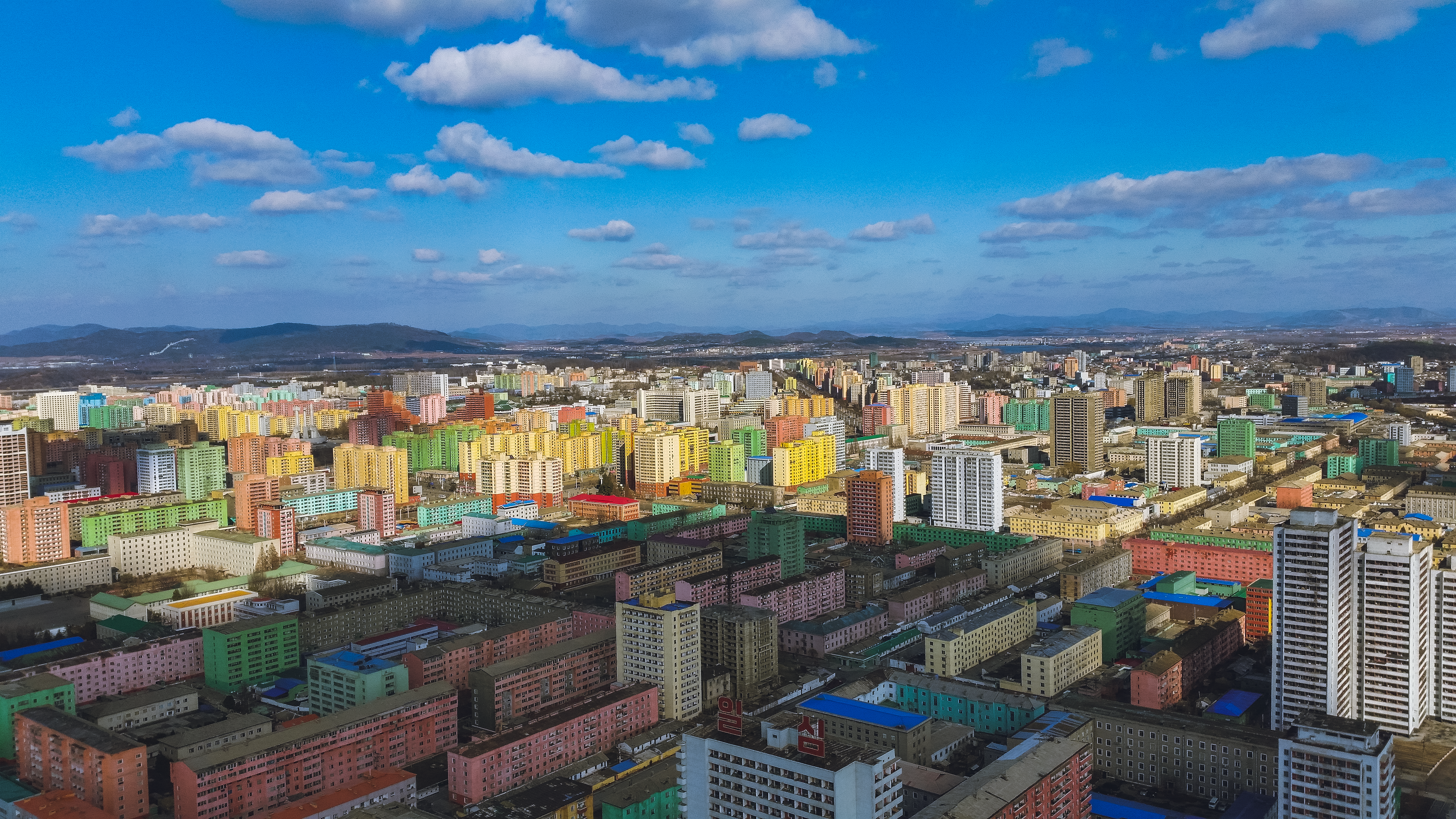
位於主體思想塔後方的平壤市建築群

自金日成家族对朝鲜实施家族獨裁统治以来，北韓的首都平壤隨即成爲北韓政府的重點關注對象，爲維護北韓政權穩定，北韓政府不惜在平壤動用嚴格的社會控制。而在韓戰期間，美軍發動的空襲北韓行動造成整場戰爭當中最大的平民傷亡，其中平壤有75%的區域被夷爲平地，北韓也因此聲稱空襲北韓行動是美軍在韓戰期間犯下的最大戰爭罪行。事后，越南共产党士兵帮助朝鲜重建桥梁、小学、工厂和公寓。1955年2月，越南共產黨第47旅協助重建平壤电车厂。
平壤的重建工作在金日成和金正日的監督指導之下進行。韓戰過後的平壤幾乎成爲廢墟，而由蘇聯扶持、金日成親手建立的北韓政權也搖搖欲墜。這樣的情形對於金日成而言相當於一張白紙，可以按照自己的社會主義理想揮毫潑墨，重構一個無論是在物質還是在思想上都煥然一新的國度。北韓政府對於平壤的规划放眼北韓全境是独一无二的，平壤以高度对称的模式進行規劃，各式建築錯落有致，以柔和的粉彩和谐地竖立起来。雖然北韓重建平壤的速度驚人，但是他们缺乏建造其他樣式建筑物的技术，其中一個範例爲金字塔形的柳京饭店。
宏伟建筑和纪念碑深得金日成的青睞，金日成亦在平壤興建各類宏偉建築。其中柳京飯店作为一座105层的巨型金字塔式摩天大楼，原計劃于1989年第13届世界青年與學生聯歡節竣工，但由于後來因蘇聯解體導致的北韓饑荒「苦難的行軍」，致使柳京飯店于1992年停工。金日成纪念碑在建造之時從未考慮過宜居與否的問題，對於北韓政府而言，紀念碑觀感宏偉足矣。亦有一尊高20米，安置在万寿台的金日成铜像，铜像塑造金日成伸出手臂親切問候的形象。尽管朝鲜在1994年至1999年遭受饑荒，但金正日对金日成生前的办公地点锦绣山议事堂进行了大规模翻新以安置金日成遗体，并聘请俄罗斯专家对尸体进行防腐处理以供永久展示。
北韓街頭幾乎是清一色的政治宣傳橫幅、政治宣傳標語以及太阳像，商業廣告在北韓街頭出現的頻率明顯比北韓以外的國度低。城市的公共交通工具甚少，且北韓政府不鼓励北韓民衆進行户外活动。由於北韓大力興建政績工程，因此北韓民衆缺乏日常生活所必要的公共空间。即便是在北韓政府重點發展的平壤地区，其資訊科技之技术水平也處於极差水平。手机、内联网和互联网是朝鲜精英的奢侈品。朝鲜政府僅允許一小部分精英以及居住在平壤的外国人可以訪問互联网。在没有宽带网络的情况下，唯一的选择是通过部分高級酒店提供的卫星互联网进行联网。並且在2004年至2008年间，朝鲜政府禁止北韓民衆使用手机，2013年之前甚至外國遊客都不能携帶手機入境北韓。而在北韓政府解除禁令后，手机业务由埃及Orascom公司和国有通讯机构高麗電信合营。尽管成本高昂，但事实证明这项服务在平壤的核心階層中收到热烈欢迎。
據《每日北韓》的報導，北韓政府會在北韓國慶節前夕出於宣揚白頭血統萬世一系的正統與樹立對南韓同仇敵愾的觀念的目的，下令普及讚揚金正恩的歌曲《親切的父親》與韓戰時的歌曲《決戰之路》，並要求北韓民衆對歌曲歌詞滾瓜爛熟。爲達成這個目標，北韓政府在北韓各單位均有部署宣傳員抑或是普及歌曲的負責人，亦會抽出10分鐘的學習集會時間用以學唱歌曲。但是基於北韓奉行孤立主義與北韓經濟持續低迷的環境下，北韓民衆認爲北韓政府普及歌曲的行爲是在抱薪救火，包括北韓政府部署的人員對於北韓政府下達的學唱歌曲命令都在陽奉陰違，學習過程也只是走過場。

### 朝鲜女性

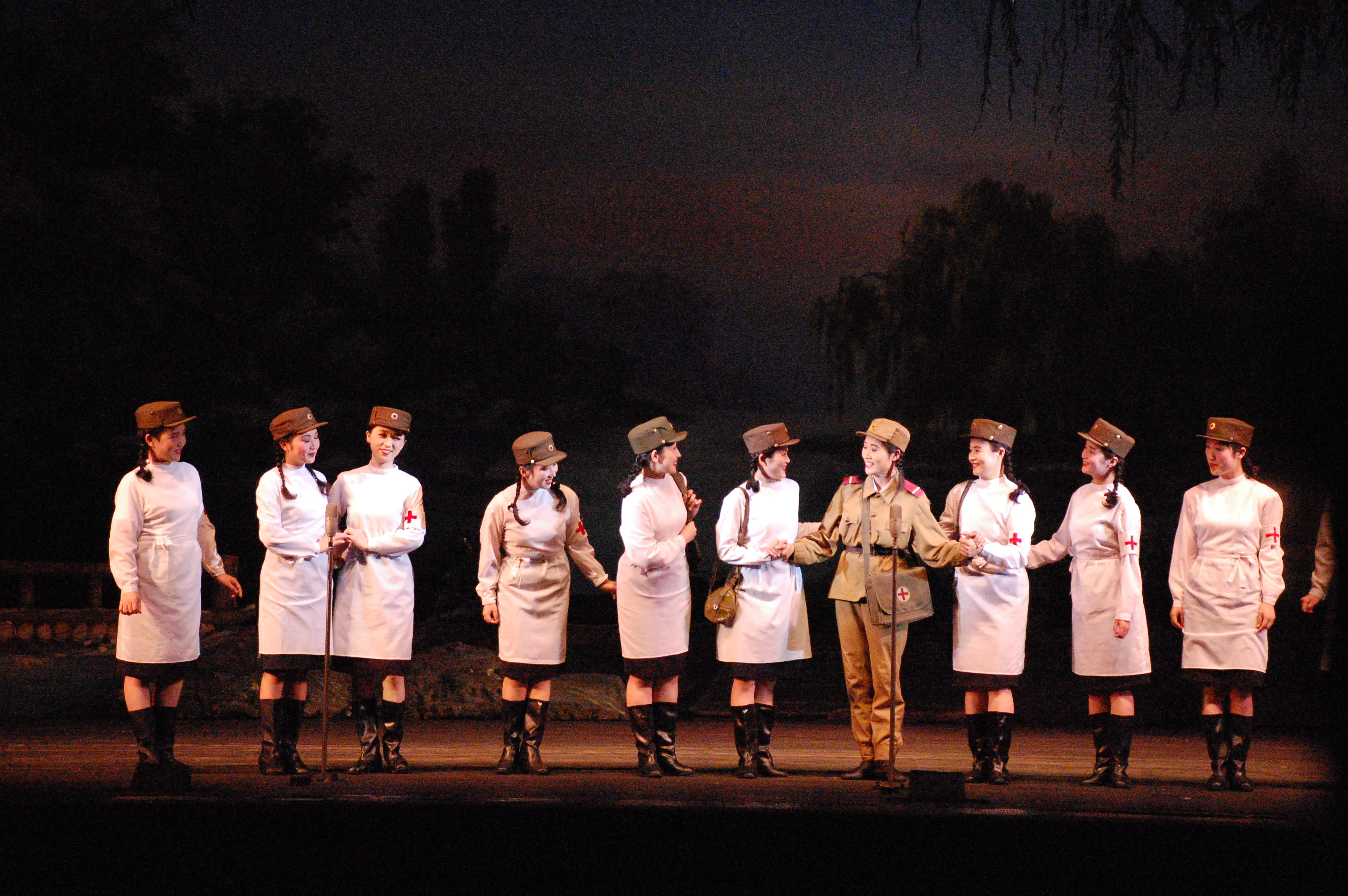
在戲劇《黨之義女》當中飾演軍人和護士的北韓女性

朝鲜文化认同深植于儒家传统，以及各種約定俗成的家庭传统。女性所在家庭的家境是判断女性社會地位的一大根据。而无论政治制度或社会环境如何，踐行儒家傳統思想所倡導的行爲，例如三從四德，是北韓女性生活的主要構成部分。並且在北韓民间，女性被认为是男性必须保护的天使。諸如《血海》、《卖花姑娘》等代表性政治宣传作品當中的女性角色，不仅是传统家庭结构中的制作焦点，而且也會成为意识形态觉醒和新生社会主义国家的推动者。在朝鮮革命歌劇与其他劇場作品中，戲劇創作者會於設定的「理想」的家庭結構中描繪並塑造新的性別秩序。在這樣的家庭中，成員之間的情感紐帶甚至可以超越血緣關係。並且，北韓歌劇當中的想象家庭的成員之間是通过對意識形態的忠誠程度以及通過政治方面的鬥爭行爲進行連結，此亦爲區分家庭當中的“同僚”与“敌人”的試金石。因此，這樣的想象家庭被認爲是：播種解放女性的觀念並激勵她們擁有更大社會影響力的先決條件。
在朝鮮半島传统觀念上被视为“野蛮人”的日本人在占领下的殖民经历，促使朝鲜半岛民衆开始著重反思自己的弱点而非对其主權的具体威胁，而女性持有的保守思想亦被认为与民族软弱直接掛鉤。當時鉴于朝鮮民族脆弱的未来，朝鲜半岛的民衆认为女性思想過於保守的主要原因是朝鲜半岛社会最古老的制度之一：传统家庭生活。因此，在韓戰爆发后，由于大量男性被調往战场，這樣的環境促使女性加入劳工阵线，工業和農業的事務也交由女性管理。即使此狀況隨著韓戰的結束而逐漸消失，然而朝鲜领导人仍敦促女性继续积极参与戰後朝鲜社會的重建。這樣的现实需求進而创造社會需要女性劳动力的需求，同樣的，隨之而來的「性別平等」觀念也將北韓女性從原先固化的「家庭領域」觀念當中釋放，女性在社會上參與工作的比例也與男性逐漸趨同。正如亨特指出：
| “ | 1947年，只有5%的产业工人是女性；到1949年，这一数字跃升至15%。到1967年，女性几乎占劳动力总数的一半。 | ” |

北韓政府對於时尚的要求異常嚴苛，金氏家族試圖努力通过严厉的法规限制民众着装，並在各个政府部门强制职工穿著制服，並系統地向平民推薦他們認爲合適的設計。雖然其他社会主义国家和政权會将男性氣質的服装美化为女性代表革命精神的首选方式，但是朝鲜的女性服裝时尚同時也表现出女性气质，这与通常被認為是男性氣質的革命精神互相矛盾。

### 粮食短缺问题
在政治宣传中，朝鲜饥荒仅被承认是“粮食短缺”，并将原因归咎于天气恶劣和未能堅守金日成家族的諄諄教誨。並且官方還宣稱，儘管北韓處於「苦難的行軍」時期，但是這样的情形並不能改變北韓好于其他国家的事實。政府亦倡議民众寻找“食物替代品”，例如木糠以充饥，但它们可能對人體完全沒有营养，甚至於有害。
北韓官方媒體亦承認過北韓境內存在糧食短缺問題現象。

## 政治宣傳的表现形式

### 政治宣傳圖畫書

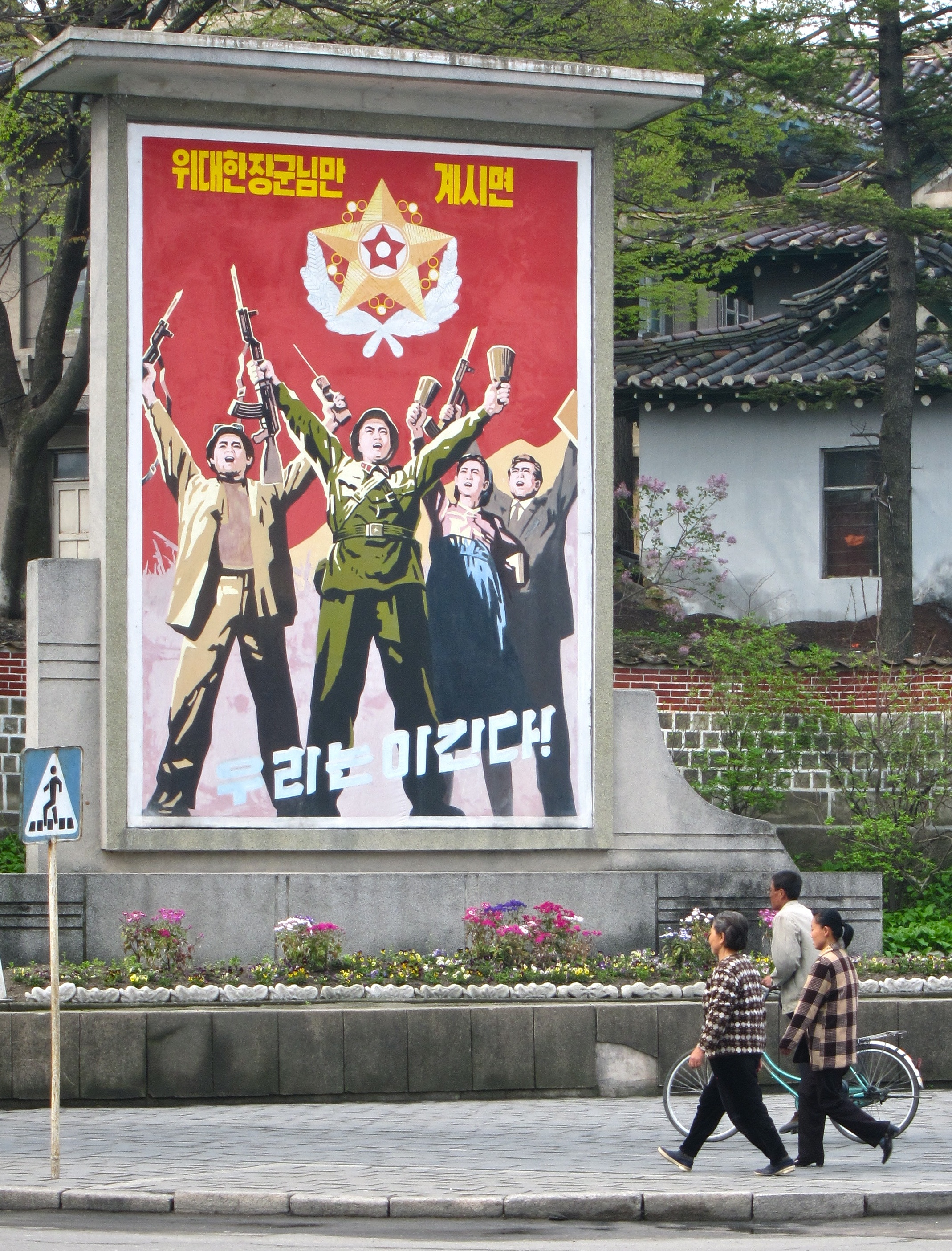
朝鲜街头上的政治宣传海报

每年，北韓的国有出版社会发行若干种类的漫画，這些漫畫作品在朝鲜境內被称为，即「圖畫書」。數量可觀的圖畫書會被秘密運送至中國與北韓之間的邊境地帶，爾後这些圖畫書還會經過多次輾轉，到最後有些圖畫書甚至還會被美国的大学图书馆所收藏。北韓政府出版这些书，旨在向北韓年輕世代民衆灌输朝鲜締造者金日成的主體思想哲學核心：国家完全自主、自立和自衛。圖畫書當中的情节主要来自詭計多端的美日资本家，這些居心叵測的資本家處心積慮地为純潔善良的朝鲜民衆制造棘手困境。

### 政治宣傳海报與政治宣傳标语
朝鲜政府製作的宣傳海报從方方面面描绘政府認爲「合乎周禮」的生活方式，當中甚至細化至政府認爲正确的着装方式。朝鲜政治宣传海报与其他社會主義國家所描绘的內容大同小異，均爲著重关注军事、乌托邦、对国家的忠诚以及國家领袖的風采。
北韓的宣傳標語与毛泽东统治时的中国大陆相似，其行动呼吁和对领导层的赞美幾乎是依葫蘆畫瓢。一個鮮活的例子即爲：北韓締造者金正日曾經善加利用宣传海报和標語營造出金氏的出身与整個国家休戚與共的氛圍，而北韓民众也積極配合對他們的最高領導人贊賞有加。

### 政治宣傳艺术作品

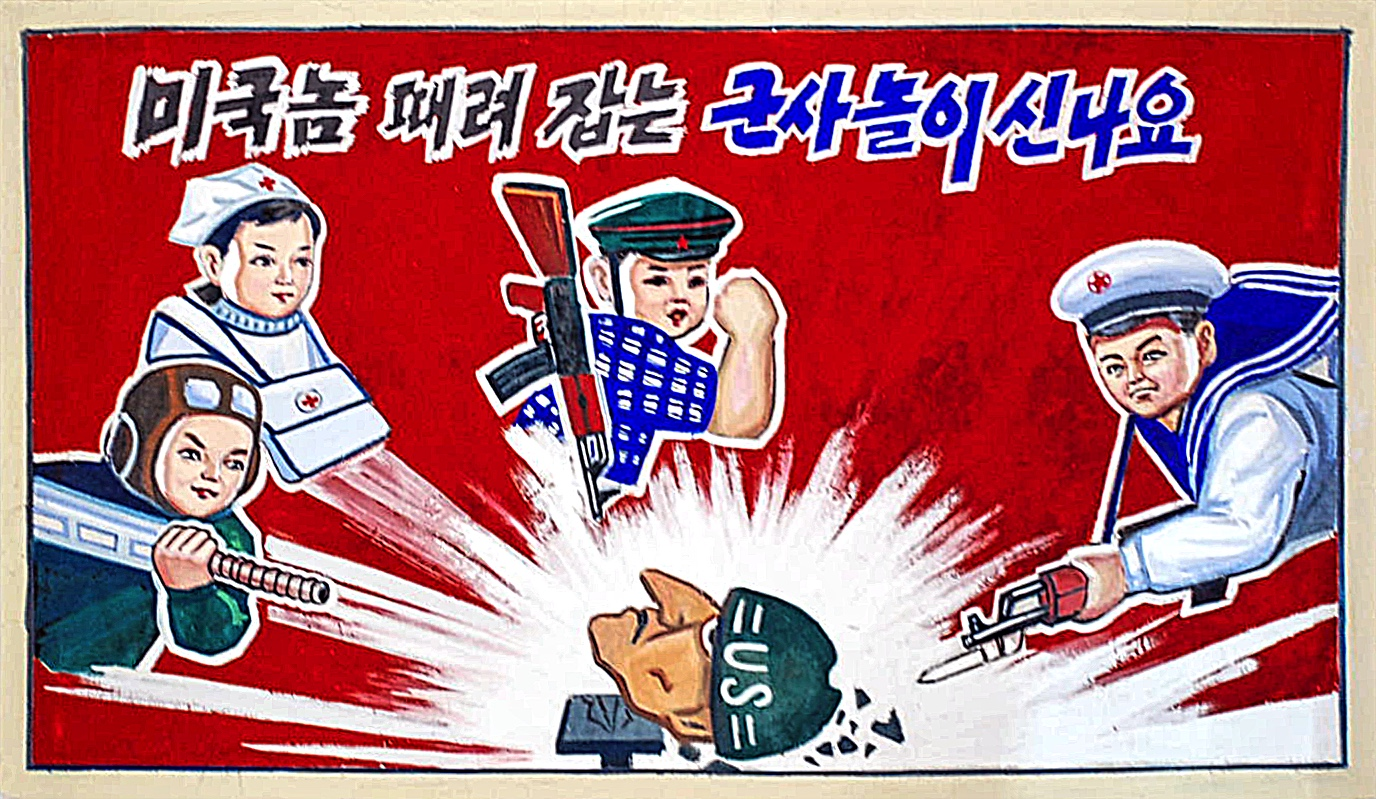
南浦市江西区域青山里农场小学内悬挂的反美宣传海报：「打美國鬼子的軍事遊戲真開心」

鑒於北韓境內先軍政治的普遍實行，因此在朝鲜的藝術作品中無論受衆群體如何，出現軍事元素是稀鬆平常的事情。据称由金日成親自撰寫创作的的革命歌剧《卖花姑娘》後來成爲电影作品時隨即成爲北韓境內膾炙人口的電影。此歌剧描绘女主人公在日治时期所遭受的苦难，這樣的苦難之於她参与抗日游击队的同袍反抗原先压迫他们的地主。爾後女主人公亦在她同袍的影響下，承诺支持朝鲜独立运动。

### 政治宣傳音乐
北韓政府製作衆多朝鲜最高领袖的頌歌和其他可用於政治宣傳的歌曲，并藉由官方媒体反复播放：
- 金日成頌歌：《金日成將軍之歌》（朝鮮中央電視台、朝鮮中央廣播電台開播歌曲）；
- 金正日頌歌：《金正日將軍之歌》（朝鮮中央電視台開播歌曲、平壤FM廣播電台整點調諧歌曲）和《沒有您就沒有祖國》；
- 金正恩頌歌：《腳步聲》、《向著最後的勝利前進》、《除了他我们谁都不认》；
- 其他政治宣傳歌曲：《在忠誠的道路上前進》（萬壽台電視台開播曲）、《光輝的祖國》（朝鮮中央電視台閉台歌曲）。

### 政治宣傳电影

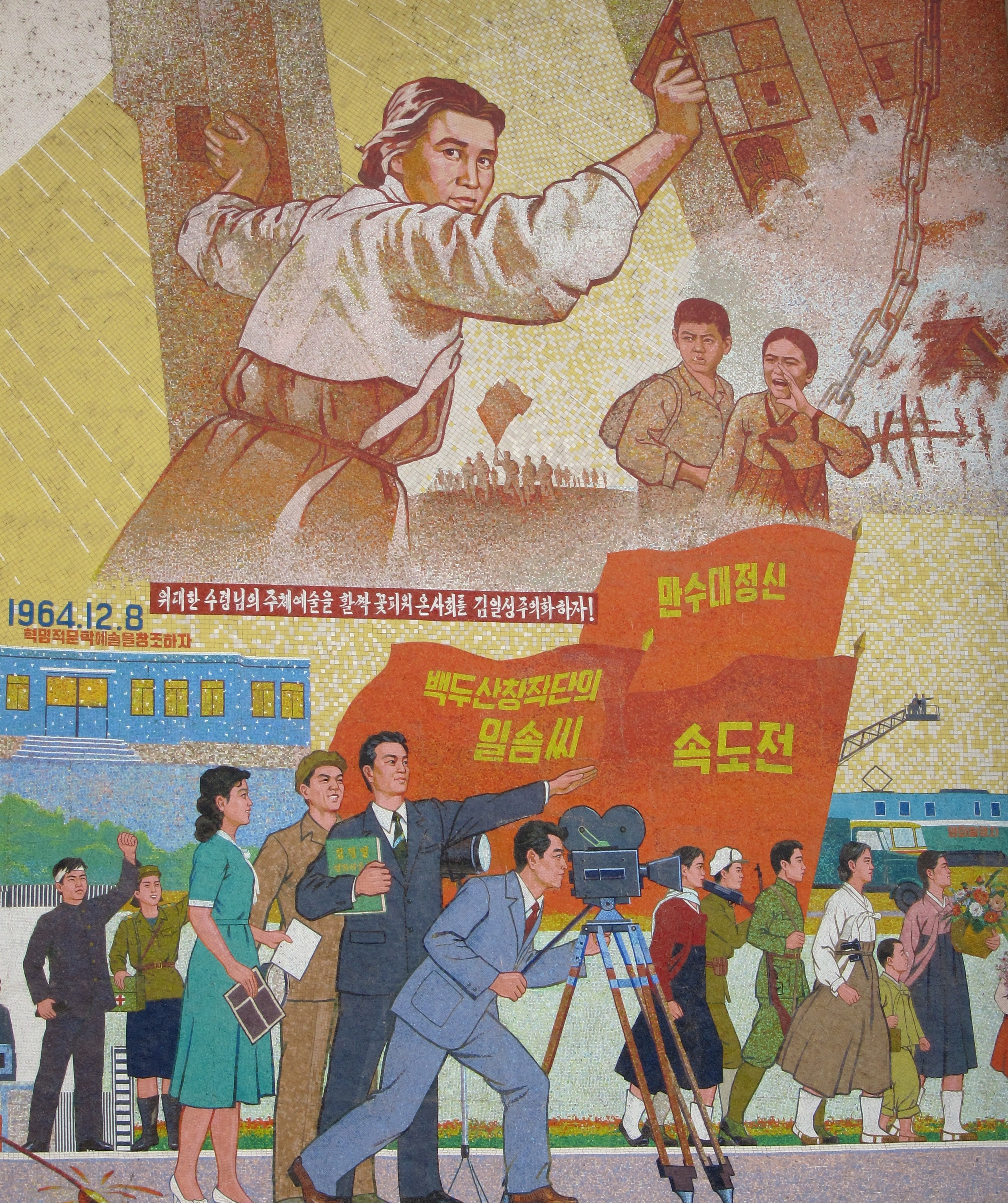
朝鲜电影已形成多元化政治宣傳

朝鲜政府亦经营电影业，朝鲜政府製作的电影一方面描绘並讚揚在朝鲜生活的幸福，另一方面描繪美帝國主義的險惡與既往暴行。通過這樣強烈的對比描繪方式，北韓政府亦成功地將政治宣傳置入電影當中。而配合北韓政府製作這類电影的产业人员，基本上来自平壤話劇電影大學。金正日曾經在電影方面自称自己是「天才」級別人物。爲此，他於1973年發行由他親自撰寫的关于电影理论與電影制作的著作《电影藝術論》，而這部著作後來被譽爲介紹北韓電影的最權威著作。亦有传言道金正日的DVD收藏有超2万张。金正日认为，电影是艺术當中最不可或缺的一環。而由北韓政府製作的電影朝鲜境内均受到北韓民衆的热烈反響。然而因爲在這些電影當中描繪的北韓與北韓的實際情況幾乎是天差地別的境地，因此國際電影鑑賞家將這些電影認定爲北韓政府進行政治宣傳行爲的一環。隨著時代的發展，北韓政府出品动画电影产量亦日渐走高。這些動畫電影用年輕世代可以接受的方式，向朝鲜境內的年輕世代傳遞北韓政府認爲正確的政治資訊與军事資訊。

### 散發政治宣傳單張與空投垃圾氣球
在北韓放棄統一之前，爲應對南韓民衆發起的氣球宣傳運動，朝鲜政府通過同樣的方式向朝韩非军事区另一端的韩军散发传单，传单内容一貫繼承北韓政府的政治宣傳風格。
在北韓放棄統一南韓之後，北韓對於南韓氣球宣傳運動的反感程度與日俱增，且北韓政府出於對脫北者團體的反制與轉移矛盾的需要，因此北韓政府自2024年5月28號開始向南韓空投垃圾氣球。垃圾氣球多內含廢紙與被剪碎的衣物，亦有攜帶糞便與起爆裝置的氣球。自2024年7月以來北韓在對南韓投放的垃圾氣球當中多數僅包含紙質與塑膠垃圾，而自2024年10月以來北韓投放垃圾氣球時亦會攜帶對南韓進行政治宣傳的傳單，其中在2024年10月24號北韓第30次發起垃圾氣球投放行動中，氣球內攜帶有詆毀南韓總統尹錫悅與南韓第一夫人金建希的宣傳單張，並有部分的宣傳單張在龍山總統府前坪舉行波蘭總統歡迎儀式時掉落。根據朝鮮日報的報導，北韓是次投放的政治宣傳單張有撒落在龍山總統府一帶，宣傳單張約有手掌大小，上面印有南韓總統尹錫悅與南韓第一夫人金建希的照片，以及揶揄尹錫悅丁克與嘲諷金建希已然割據一方讓南韓成爲建希王國的內容。由於北韓空飄垃圾氣球已然造成南韓民衆不安且勞民傷財，因此南韓軍方在北韓第31次空飄垃圾氣球後對北韓發出警告，並表示北韓切勿在考驗南韓軍方的邊緣反復試探，若因北韓空飄垃圾氣球致使事態發生，北韓全權負責。
截至2024年11月29號，北韓已經向南韓空飄32次垃圾氣球。

## 对外宣传
從2010年開始，朝鲜政府亦在社交媒体上開闢政治宣传之路。爲達到政治宣傳的目的，北韓政府不僅开設自己的网站，還建立Facebook、YouTube、推特和Flickr账户用於政治宣傳。

### 網站「由我们民族自己」
朝鮮祖國和平統一委員會官方網站「由我们民族自己」創建於2004年，此網站主要提供各種韓語的新聞資訊以及轉載朝鮮中央通訊社的政治宣傳文章。此外，網站亦將部分原始語言爲韓語的稿件內容翻譯爲俄語、漢語、英語和日語釋出。同時，此网站亦承襲北韓政府一貫的政治宣傳風格，從此網站曾經發表题为“无休止地進行反朝妖魔化运动的南韓親美/親日媒體企業”、“美国新世纪计划：新世界秩序与美国持续犯罪”和“金正恩向朝鲜少年宫赠送乐器”的文章當中可見一斑。
由我們民族自己另設有「由我們民族自己TV（tv.urminzokkiri）」的子站点，在这一站点當中可以尋得以下内容：批评帝国主义运动新闻、歌頌英勇的朝鲜人民及朝鮮人民军等内容的视频剪辑以及北韓境外民衆慶祝北韓節日的報道。
由於北韓在2024年放棄統一，因此「由我們民族自己」已於2024年1月11號閉站。

### 脸书賬戶
在韩国政府封锁朝鲜政府持有的推特账户一周后，朝鲜政府隨即在脸书注册账户。這個賬戶的名稱和「由我們民族自己」網站的韓文名稱一致。並由賬戶的個資敘述可以看出，這個賬戶代表著“希望祖国统一、和平與繁荣的朝鮮半島民衆和海外同胞的夙願”。「由我們民族自己」的臉書政治宣傳賬戶共計貼出逾50个帖子，其中包括批评美國和南韩是“战争贩子”报道的链接、朝鲜风景照以及在庆祝“伟大的领导者，祖国的守护者，幸福的创造者”金正日的活動當中北韓民衆的YouTube视频。

### YouTube頻道
名为“由我們民族自己”的YouTube频道于2010年7月注册，截止此頻道被封鎖前總計上传有超过1.1萬支影片被上載至YouTube，其中包括谴责和嘲讽韩國和美國在天安艦事件當中指責北韓的片段。在此頻道发布的一则视频中，還将美国国务卿希拉里·克林顿恶搞为“穿裙子的疯子”。截至2012年11月28日，YouTube頻道「由我們民族自己」拥有超过3000名的订阅者和超过330万次的總計观看次數；到2015年初，订阅人数已超过1.1万名，观看次数超过1100萬次。
YouTube頻道「由我們民族自己」，亦曾在2013年涉及侵犯版權爭議。2013年2月5日，动视指控YouTube頻道「由我們民族自己」在未經版權方動視的許可下擅自使用《使命召唤：现代战争3》當中受版权保护的镜头，用於製作一部以纽约火灾为主题的政治宣传电影。爾後此頻道爲避免事態擴大，自行將移除動視檢控的涉案视频。2017年，YouTube將此頻道封禁。

### 推特賬戶
朝鲜政府的官方推特賬戶名称與YouTube和臉書賬戶名稱有所不同，爲「我們民族」。此賬戶在注册一周之內，就上升至8500的追蹤數。截至2012年11月28日，此帐户的追蹤數已經達到1.1萬，并发出近5000条推文。而到2015年年初，此帐户已发送近1.3萬条推文，追蹤數也上升至近2萬。但由於北韓政府的管理不周，賬戶亦成爲黑客攻擊的目標。在2011年1月，账户「我們民族」遭黑客入侵，入侵者隨後以此账户的名義发布呼吁朝鲜公民发动起义的信息。而在2013年4月，作爲网络激进组织匿名者攻擊北韓政府對外政治宣傳賬戶行動的一環，「我們民族」賬戶被匿名者入侵。

### Flickr賬戶
朝鲜政府于2010年8月注册Flickr帐户，此賬戶曾經在2013年4月之後一度停止活動，但从2017年的某日恢复活动。此账户攝錄並上載Flickr網站上的照片之數量可觀，包括金正恩获得军方掌声的照片；北韓兒童用餐、上学和享受生活的照片，以及北韓蓬勃发展的农业和现代都市生活的照片。北韓政府持有的Flickr帐户同樣因爲處於匿名者攻擊北韓政府對外政治宣傳賬戶行動的一環，而于2013年4月被匿名者入侵。

## 政治宣传村

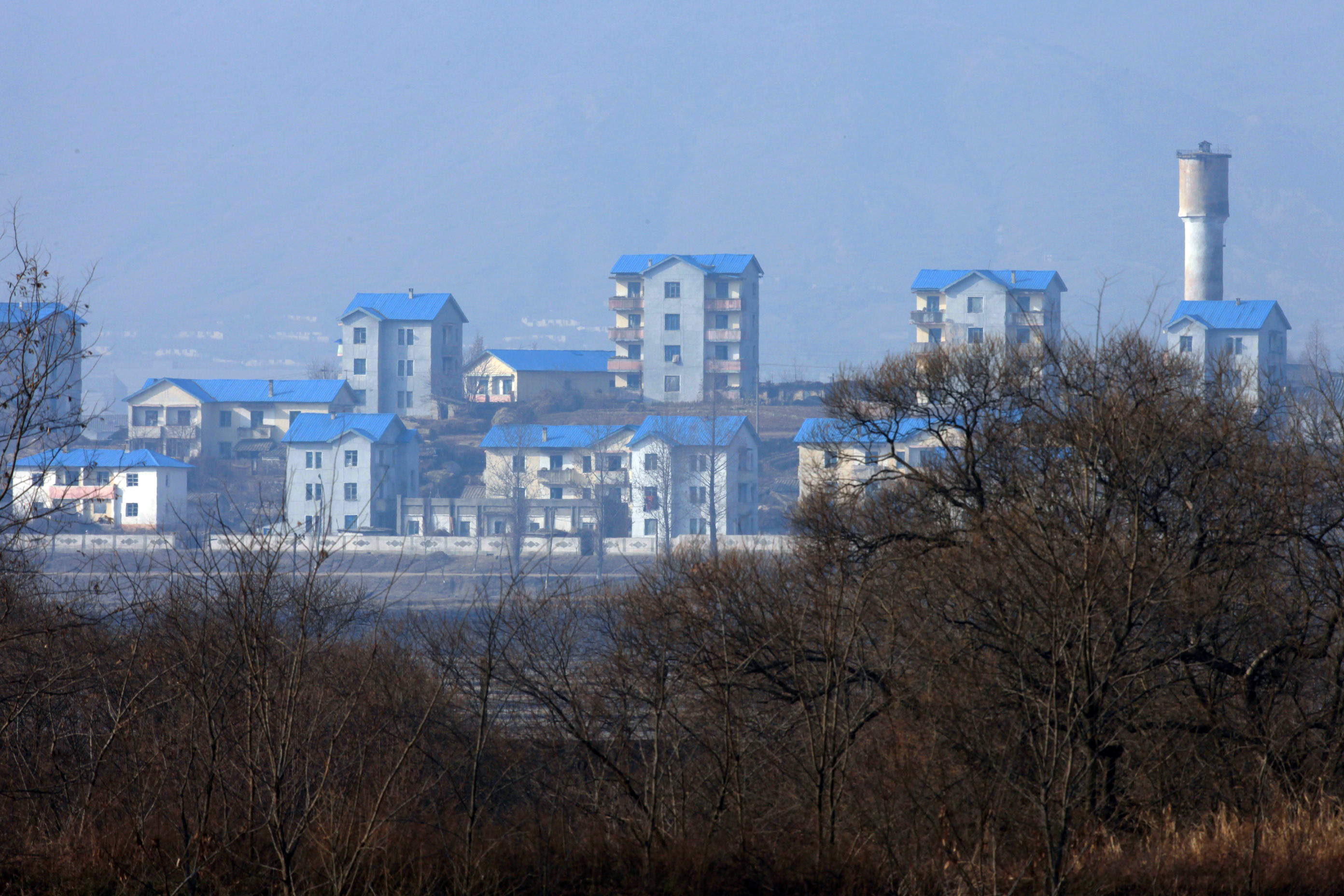
由南向北拍攝的機井洞建築

機井洞是朝鲜开城市平和里（朝鲜语：／）的一个村庄。它位于朝韩非军事区的北半部，在朝鲜亦作“平和村”（朝鲜语：／）。
朝鮮政府稱機井洞不僅擁有200户家庭以及設有一個容納這些家庭的集体農莊，而且北韓政府稱亦在此處有設立諸如托儿所、幼儿园、中小学和医院的教育與醫療設施。但根據韩国的观察，這個村莊实际上是在20世纪50年代建立的，一处沒有民衆居住的波将金村。這個村莊存在的目的是为鼓励韩国民衆越北。並且機井洞的实际居民均爲朝鲜人民军成員，并且设有炮兵阵地和防御工事，朝鮮人民軍亦在边境设立地堡掩體設施。

## 另見條目
- 朝鲜之声广播电台
- 對北韓的媒體偏見
- 歷史否定主義
- 《讓我們理髮以符合社會主義生活方式》

### 政治宣傳相關條目
- 韩国政治宣传
- 东方阵营的媒体与政治宣传
- 中华人民共和国政治宣传

### 相关概述
- 朝鲜民主主义人民共和国媒体
- 朝鲜民主主义人民共和国通信

### 北韓审查
- 朝鲜半岛无线电干扰
- 朝鲜民主主义人民共和国审查制度